# Gastrotheca megacephala
Espèce
Gastrotheca megacephala est une espèce d'amphibiens de la famille des Hemiphractidae.

## Répartition
Cette espèce est endémique du Brésil. Elle se rencontre dans les États de Bahia et d'Espírito Santo.

## Description
Les mâles mesurent jusqu'à 79 mm et les femelles jusqu'à 99 mm.

## Publication originale
- Izecksohn, Carvalho-e-Silva & Peixoto, 2009 : Sobre Gastrotheca fissipes (Boulenger, 1888), com a descrição de uma nova espécie (Amphibia, Anura, Amphignathodontidae). Arquivos do Museu Nacional, Rio de Janeiro, vol. 67, no 1/2, p. 81-91 (texte intégral).